# Pultenaea vestita
Pultenaea vestita är en ärtväxtart som beskrevs av Robert Brown. Pultenaea vestita ingår i släktet Pultenaea och familjen ärtväxter. IUCN kategoriserar arten globalt som livskraftig. Inga underarter finns listade i Catalogue of Life.